# Neptunia oleracea

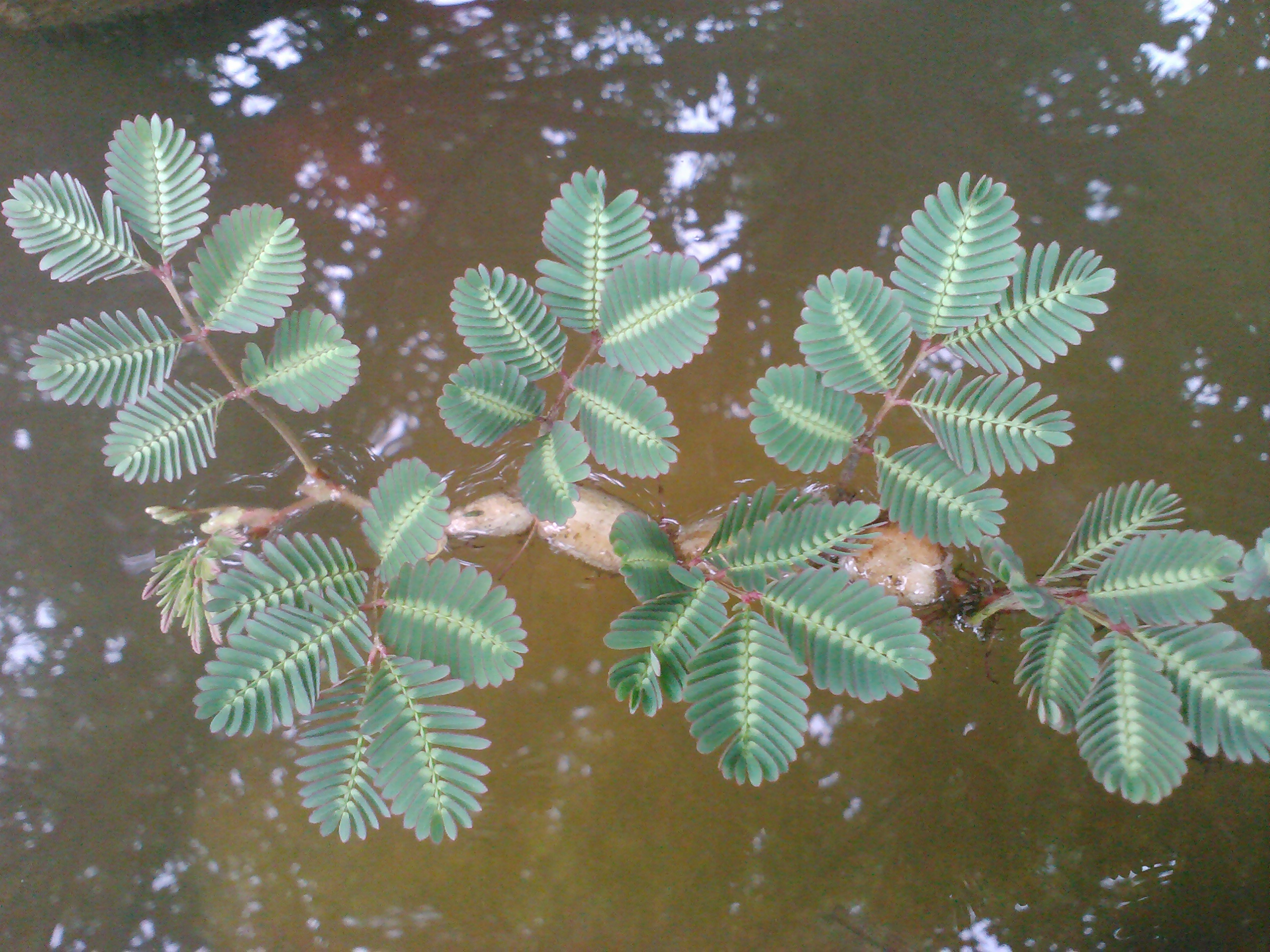
Neptunia oleracea num tanque.

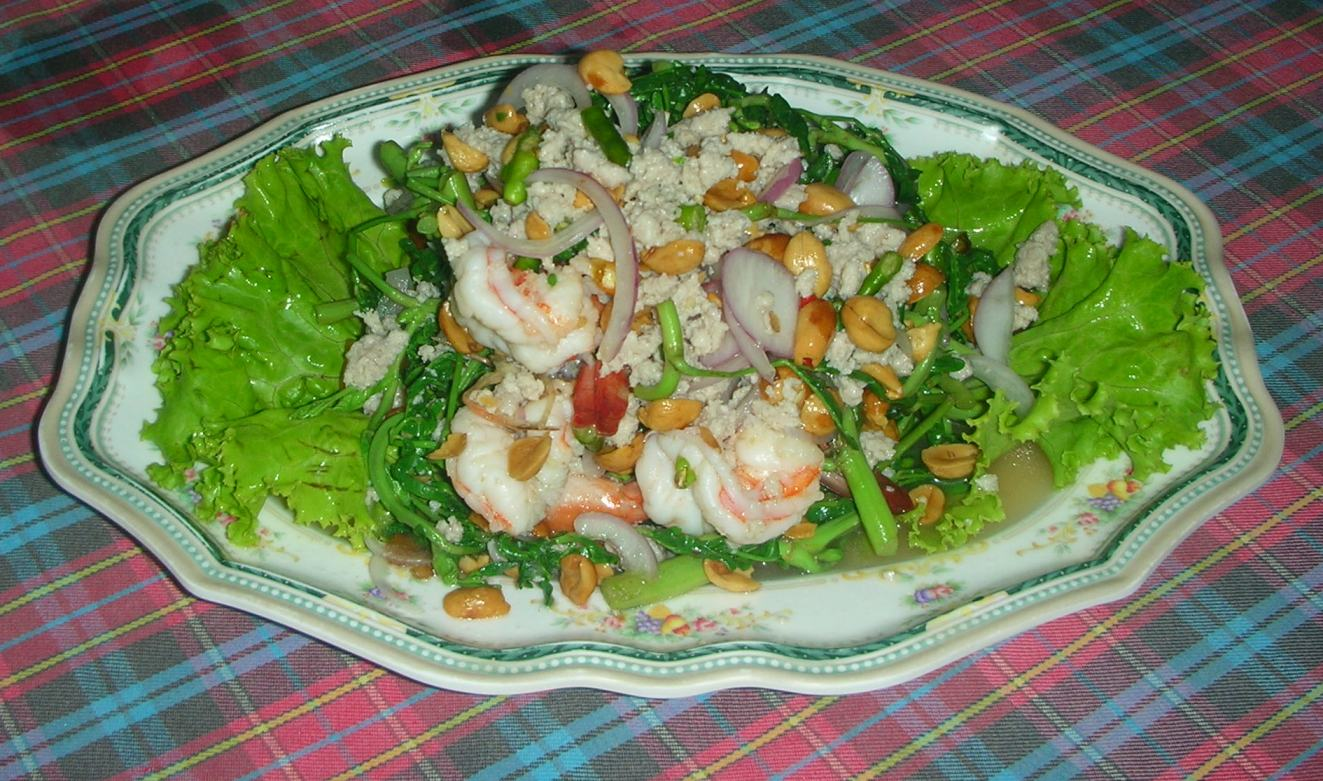
Tam phak krachet, salada tailandesa com mimosa-aquática.

Neptunia oleracea é uma espécie de plantas com flor da subfamília Mimosoideae da família Fabaceae (leguminosas), conhecida pelo nome comum de sensitiva-de-água, é uma planta leguminosa utilizada na alimentação humana e como planta medicinal.

## Descrição
A espécie Neptunia oleracea é uma planta herbácea aquática com caules rasteiros, geralmente flutuantes, inchados com aerênquimas e enraizados nos nós, que se estendem pela água com comprimentos de 90 a 150 cm. Semeada em terra pode alcançar até 180 cm de altura
As folhas são sensíveis, capazes de movimentos vegetais rápidos de carácter nástico, dobrando-se ao serem tocadas (tigmonastia). São folhas pinadas, com 2 a 4 pares de pinas, com o ráquis, incluindo o pecíolo de até 13 cm de comprimento. Os folíolos são 7 a 22 pares, oblongos, de 5 a 20 mm de comprimento por 1,5 a 4,0 mm de largura.
As inflorescências são orbiculares, com flores de coloração amarela, com pedúnculos de 1,5 a 2,5 cm de comprimento. O cálice tem de 1 a 3 mm de comprimento e a corola de 3 a 4 mm de comprimento.
O fruto é uma vagem plana, com de 2,5 a 5,1 cm de comprimento por 2,5 a 3,8 cm de largura, com 4 a 8 sementes por vagem. Cada semente de 1,9 a 2,8 cm de comprimento por 0,8 a 1 cm de largura.
Cresce nas regiões tropicais e subtropicais, flutuando em águas doces tranquilas ou prostrada em solos húmidos próximo da margem da água, preferentemente a menos de 50 m de altitude.

## Usos
A espécie é cultivada como verdura para saladas no sueste asiático, já que as folhas e caules apresentam sabor semelhante ao do repolho. Os extremos dos caules jovens e as vagens imaturas são comestíveis, sendo em geral consumidos crus, como verdura em saladas (como a conhecida tam phak krachet), na Tailândia e Cambodja, frequentemente com arroz. As folhas jovens, pontas dos rebentos e as vagens jovens também se podem consumir em frituras e curry, como kaeng som.
No Vietname é usada como um dos ingredientes da sopa Canh chua me đất, junto com pescado, tamarindo e tomate.
O sumo (a seiva) que resulta do esmagamento dos ramos e raízes é usado pela medicina tradicional na Índia, onde lhe é atribuída a propriedade de evitar ou aliviar a gastrite, a acidez digestiva e a obstipação.
O sumo obtido pode ser misturado com pasta de arroz fervido, convertendo-se em pastilhas de grande tamanho, que se fritam e se administram por via oral com as comidas.

## Nomes comuns
- Khmer: Kanchait
- Meitei: Ekai Thabi
- Thai: Phak runon (ผักรู้นอน) ou phak krachet (ผักกระเฉด), pronounciad "fak kachēt".[5]
- Vietnamita: Rau nhút
- Idioma bengali: Haraisag
- Cingalês: දිය නිදිකුම්බා